# Florence Kuntz
Pour les articles homonymes, voir Kuntz.
Florence Kuntz, née le 9 juin 1969 à Épinal (Vosges), est une femme politique française. Député européen de 1999 à 2004, elle est consultant en stratégie institutionnelle et affaires publiques européennes.
Florence Kuntz est conseillère du commerce extérieur de la France depuis 2011.

## Biographie
Gaulliste social, Florence Kuntz a adhéré au RPR à Epinal où elle fut fortement influencée par Philippe Séguin qu'elle soutiendra dans la campagne contre le traité de Maastricht en 1992, puis au sein du mouvement de jeunes séguinistes, le Rassemblement pour une autre politique (RAP).
Florence Kuntz entre en politique lors des régionales de 1998 en Rhône-Alpes en figurant en 3e position sur la liste UDF/RPR conduite par Charles Millon et Alain Mérieux. Elle refusera de soutenir l'exécutif élu avec les voix du Front National.
En janvier 1999, elle soutiendra la candidature d'Anne-Marie Comparini à la présidence de la Région contre la position du RPR.
Son combat contre l’Europe de Maastricht  l’amène à faire campagne aux côtés de Charles Pasqua pour refuser le traité d’Amsterdam en 1998. Figurant en 11e position sur la liste souverainiste « Rassemblement pour la France et l’Indépendance de l’Europe », elle devient eurodéputé le 13 juin 1999 et quitte alors le RPR pour le Rassemblement Pour la France que viennent de créer Charles Pasqua et Philippe de Villiers . La droitisation du mouvement et les dissensions internes  l’éloignent rapidement du RPF . Au Parlement, elle quitte  le groupe parlementaire UEN dirigé par Charles Pasqua pour rejoindre le groupe EDD .
Elle appelle à une candidature souverainiste unique à l’élection présidentielle de 2002 lors d’un congrès du Mouvement Des Citoyens (MDC) en juin 2001.Rejoignant le Pôle républicain créé par Jean-Pierre Chevènement, elle dirigera sa campagne électorale à Lyon (résultats de 1er tour : 7,04%) et le quittera au lendemain du 1er  tour des Présidentielles dès lors que Jean-Pierre Chevènement choisit de  s'allier au PS.
Florence Kuntz poursuit son engagement pour une Europe des Nations en dehors de tout parti, à travers la création et l’animation d’une revue politique et culturelle, Salamandra (2002-2004) et consacre les dernières années de son mandat au Parlement européen, puis ses activités professionnelles au partenariat Euro-Mediterranéen et à la défense des intérêts économiques français au Maghreb et au sein des institutions européennes. 

## Détail des fonctions et des mandats
Mandat local
- 1998 - 2004 : Conseillère régionale de Rhône-Alpes

Mandat parlementaire
- 20 juillet 1999 - 19 juillet 2004 : Députée européenne

## Ouvrage
- Faut-il détruire Bagdad ?, éditions du Rocher (2003)